# Eduard Clam-Gallas
El Conde Eduard Clam-Gallas (14 de marzo de 1805, Praga - 17 de marzo de 1891, Viena) fue un general austríaco. Era el hijo mayor del Conde Christian Christoph Clam-Gallas (1771-1838), mecenas de Beethoven, y de la Condesa Josephine Clary-Aldringen (1777-1828).

## Carrera
En 1823 Clam-Gallas se unió al ejército, primero como Rittmeister (Capitán) del 1.º Regimiento de Caballería en 1831, después Comandante (1835), Coronel (1840) y General en Praga (1846).
En 1848, llamado a Italia a las órdenes del General Joseph Radetzky, comandó una brigada con la que se distinguió en Santa Lucia, Vicenza y la Batalla de Custoza. Fue condecorado con la Orden Militar de María Teresa y promovido a Teniente Mariscal de Campo (equivalente a general de dos estrellas).
En abril de 1849 pasó a ser comandante del Cuerpo de ejército transilvano que debía retornar a Turquía (7000 hombres de infantería, 1600 de caballería y 36 cañones). A principios de julio fue trasladado a Hungría a Brassó (ahora en rumano: Braşov), para apoyar a Alexander von Lüders en su flanco derecho. En este mes se produjeron algunas batallas entre Lüders, Józef Bem y Sándor Gál. Durante la campaña de verano transilvana, Clam-Gallas fue derrotado por Bem, pero después pudo derrotar a Sándor Gál y su ejército sículo. Después de ocupar el País sículo se unió a Lüders y conjuntamente pudieron derrotar a Bem en Segesvár.
En 1850, era jefe del I Cuerpo de Ejército de Bohemia en Viena, y en la Segunda Guerra de la Independencia Italiana (1859) tomó parte en la Batalla de Magenta y en la Batalla de Solferino. Este cuerpo de ejército fue uno de los primeros en ser repelido, pero este fracaso no tuvo consecuencias personales para Clam-Gallas, quien fue ascendido a General de Caballería (General der Kavallerie).
En 1861 fue admitido en el Consejo Áulico antes de convertirse en 1867 en Hofmeister imperial.
En el curso de la guerra austro-prusiana sufrió una humillante derrota en Jičín, por la que recibió un juicio marcial, pero fue absuelto debido a su posición social. Pasó sus últimos días de retiro en Frýdlant y Liberec en Bohemia (ahora República Checa).

## Familia
En 1850 contrajo matrimonio con Clothilde von Dietrichstein (1828-1899), heredera del Príncipe Joseph-Franz von Dietrichstein (1798-1858) y cuñada de Alexander von Mensdorff-Pouilly, ministro del Imperio austriaco y hermano de armas en la batalla de Magenta. Tuvieron un hijo, Franz, y dos hijas Eduardine y Clotilde.